# ماهی شکارشونده
ماهی شکارشونده (به انگلیسی: Game fish) یا ماهی ورزشی (به انگلیسی: sport fish) به ماهی‌های مورد پسندی گفته می‌شود که توسط ماهیگیران تفریحی تعقیب می‌شوند و می‌توانند ماهیان آب شیرین یا آب شور باشند. ماهیان شکارشونده را می‌توان پس از صید خورد و یا پس از گرفتن رها کرد. برخی از ماهی‌های شکارشونده نیز به‌طور تجاری مورد هدف قرار می‌گیرند، به ویژه ماهی آزاد و تن.

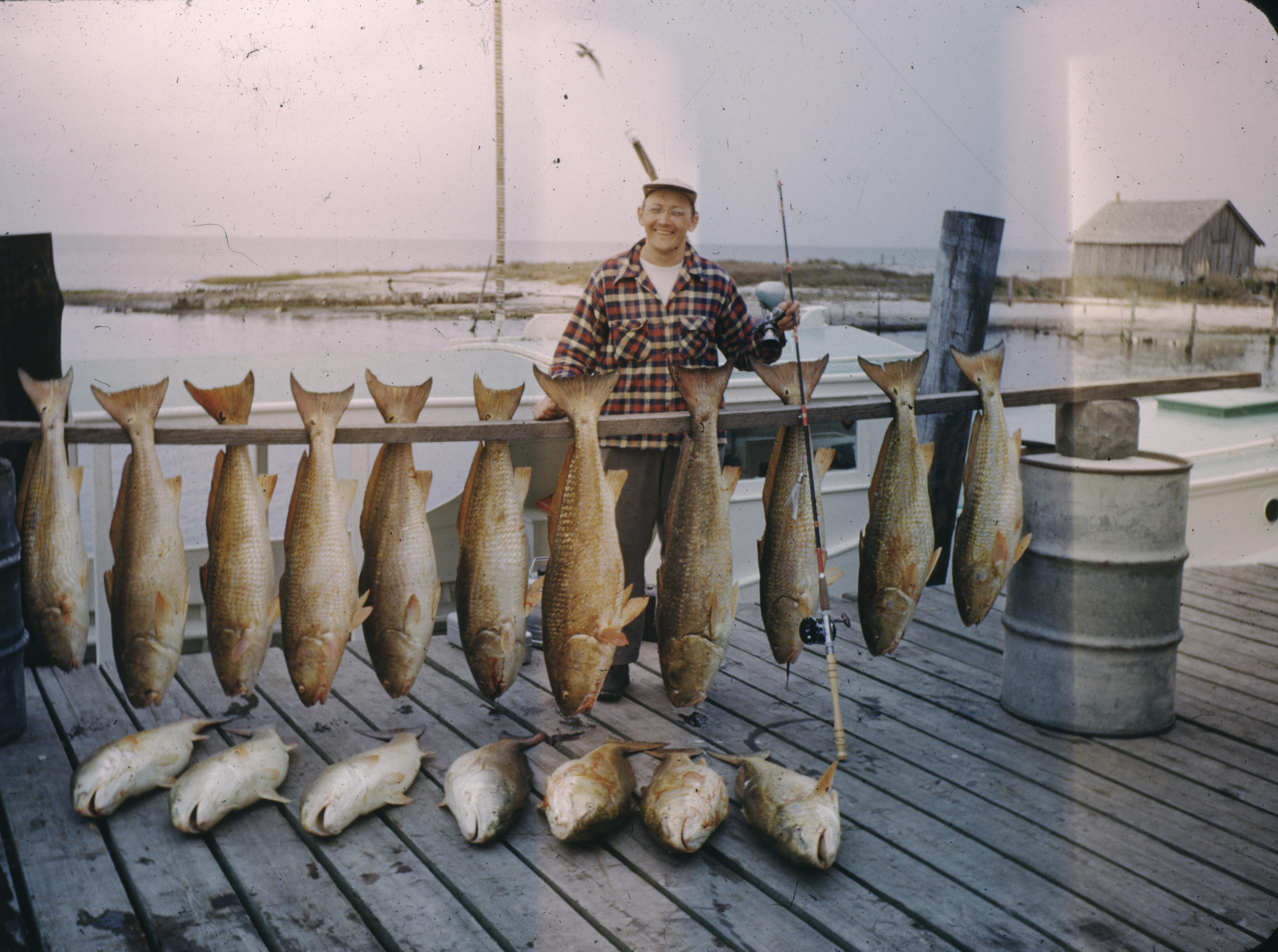
ماهی‌های بزرگ آب شور در کیپ هاتراس در سال ۱۹۴۹ صید شدند.

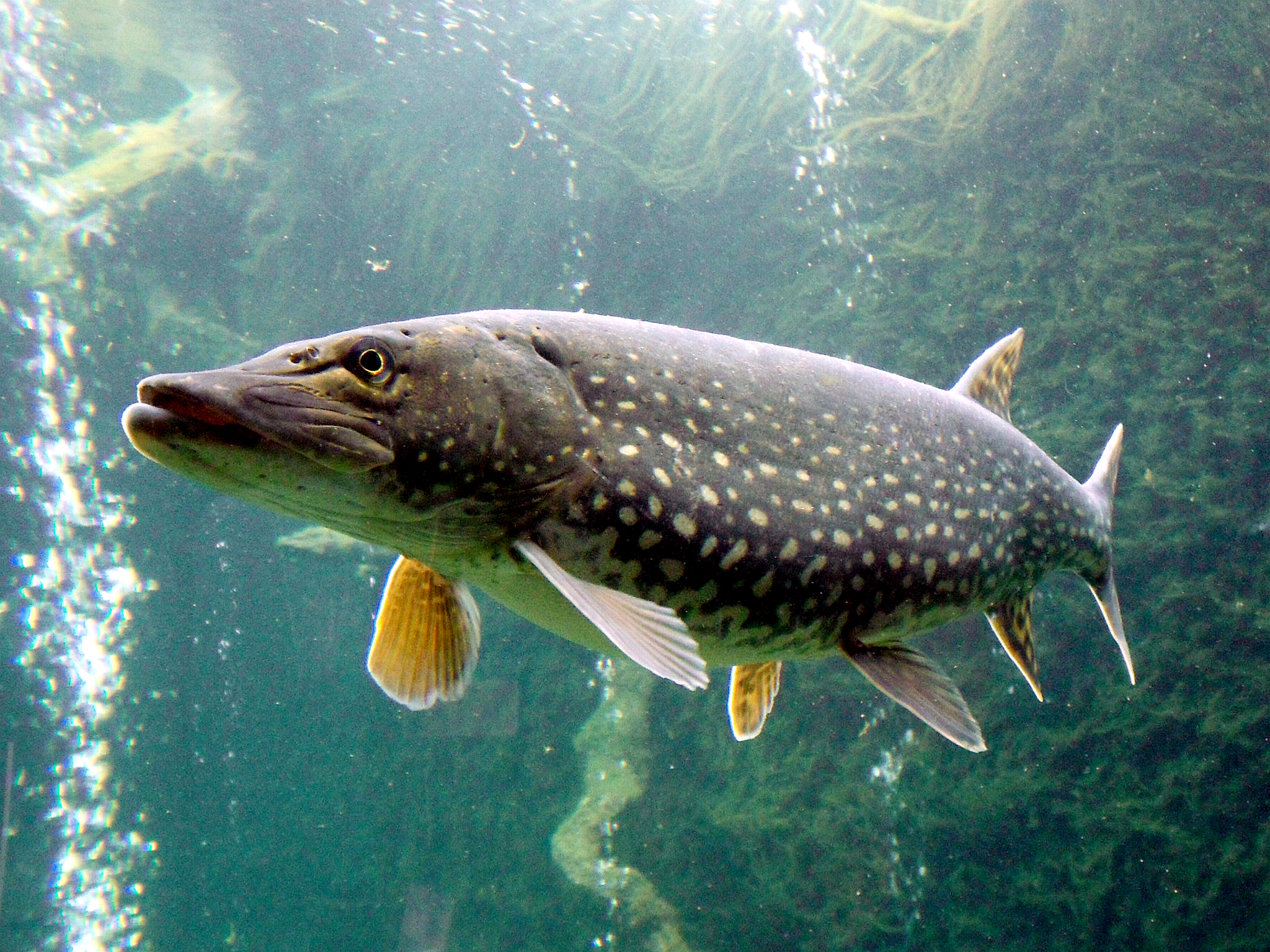
اردک‌ماهی یک ماهی کلاسیک شکارشونده آب شیرین است.

گونه‌های ماهی که توسط ماهیگیران مورد توجه قرار می‌گیرند بسته به جغرافیا و سنت متفاوت است. برخی از ماهی‌ها به دلیل ارزش غذایی که دارند، جستجو می‌شوند، در حالی که برخی دیگر به دلیل توانایی‌های جنگی‌شان یا دشواری در فریب دادن موفقیت‌آمیز ماهی برای گاز گرفتن قلاب مورد تعقیب قرار می‌گیرند.
برخی از ماهیان شکارشونده محبوب در سراسر جهان معرفی و نگهداری شده‌اند. به عنوان مثال، قزل‌آلای رنگین‌کمان را می‌توان تقریباً در هر کجای آب و هوای مناسب یافت، از محدوده بومی آنها در سواحل اقیانوس آرام آمریکای شمالی تا کوههای جنوب آفریقا، و اکنون به عنوان یکی از بدترین گونه‌های مهاجم فهرست شده‌است.